# Tóth István (nyomdász)
Tóth István (Pest, 1832. november 4. – Eger, 1907. szeptember 15.) egri érseki líceumi nyomdász, az ottani legényegylet titkára és a pesti katolikus legényegylet tiszteletbeli védnöke. A pápai Szent Gergely és Szent sír-rend lovagja.

## Élete
Id. Tóth István fia. 1846-ban a pesti Trattner–Károlyi nyomdában dolgozott mint szedőinas. 1849-ben a szabadságharcban is részt vett, ezt követően Olomoucon (Olmütz, Alamóc) dolgozott nyomdászként. Szabóky Adolffal együtt 1856 és 1870 között a hazai katolikus legényegyletek alapításán munkálkodott. Miután a Szent István Társulat az egri Érseki Nyomdát kibérelte, 1860. január 23–ától 1897-ben történt nyugdíjba vonulásáig volt annak műszaki igazgatója. Ekkor 10 000 koronás alapítványt tett a nyomda szedői és nyomói javára. Az Egri Katolikus Legényegylet titkára és a Pesti Katolikus Legényegylet tiszteletbeli védnöke volt. Az Érséki Líceum nyomdászaként a kéthetenkénti Egyleti Ügy nyomdász szaklapnak volt szerkesztő kiadója 1866. július 15-től 1867. december 15-ig. Szerkesztette és kiadta a Gutenberg című első magyar nyomdász-szaklapot 1865. október 15-től 1867. december 1-ig. XIII. Leó pápa 1886-ban lovagi címet adományozott számára. Elhunyt 1907. szeptember 15-én reggel 5 órakor, örök nyugalomra helyezték 1907. szeptember 17-én délelőtt római katolikus szertartás szerint   az ún. Grőber (városi) temetőben. Síremlékét az Egri Városszépítő Egyesület újíttatta föl, jelenleg urna ravatalozóként működik, természetesen megmaradt a síremlék felirata, mely arra utal, hogy az emlékmű alatt Lovag Tóth István nyugszik.  Neje Nitsche Jozefa volt.
Levelezője volt 1866-tól a Kath. Néplap, Idők Tanuja, Hirnök, Rheinische Volksblätter, Buchdrucker Zeitung, Journal für Buchdruckerkunst című hírlapoknak.

## Munkája
- Kath. Legényegyleti Olvasótár. Eger, 1865-66, Két füzet 2. arck.

## Álnevei és jegye
Egri T., Confrater St. T. és E. T.